# ジャミーレ・アラモルホダー

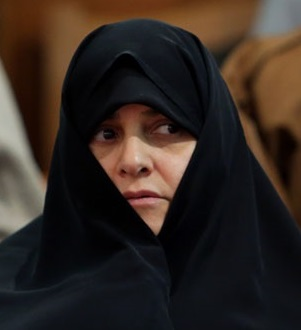
ジャミーレ・アラモルホダー

ジャミーレ・アラモルホダー（ペルシア語: جمیله علم‌الهدی Jamīleh Alamolhodā、1965年 - ）は、教育分野におけるイラン人研究者にして教育者、シャヒード・ベヘシュティー大学の准教授であり、文化革命最高評議会（SCCR）の教育委員長を務めている。彼女はアフマド・アラモルホダーの娘であり、2024年に事故死したエブラーヒーム・ライースィー大統領の妻でもある。彼女はタルビアト・モダレス大学（テヘランの師範大学）を卒業しており、また、シャヒード・ベヘシュティー大学の基礎科学工学研究所の所長でもある。

## 研究業績
- 「イスラーム教育論」（ペルシア語: نظریه اسلامی تعلیم و تربیت）
- 「イスラーム教育とカリキュラム開発の基礎『サドラーの哲学に基いて』」（ペルシア語: مبانی تربیت اسلامی و برنامه‌ریزی درسی «بر اساس فلسفه صدرا»）
- 「マウラーナーとヤスパースの観点から見た人間の卓越性」（ペルシア語: تعالی انسان از دیدگاه مولانا و یاسپرس）
- 「有神論的科学（ペルシア語版、英語版）についての討論」（ペルシア語: مناظره‌هایی در باب علم دینی）、ホスロー・バーゲリー（ペルシア語版、英語版）との対談
- 「イランにおける現代科学からの問いかけ（叢書）」（ペルシア語: پرسش از ماهیت مدرنیته در ایران (مجموعه مقالات)）、ムーサー・ナジャフィー（ペルシア語版、英語版）（聞き手）